# Киви-Вигала
Ки́ви-Ви́гала (эст. Kivi-Vigala) — деревня в волости Мярьямаа уезда Рапламаа, Эстония.
До административной реформы местных самоуправлений Эстонии 2017 года входила в состав волости  Вигала (упразднена) и была её административным центром.

## География и описание
Находится в 40 километрах к юго-западу от уездного центра — города Рапла — и в 21 км к югу от волостного центра — посёлка Мярьямаа. Расположена вдоль реки Энге. В деревне Киви-Вигала в Энге впадают ручьи Наравере и Коннапере, а также создан пруд.
Высота над уровнем моря — 17 метров.
Официальный язык — эстонский. Почтовый индекс — 78001.

## Население
По данным переписи населения 2011 года, в Киви-Вигала проживали 218 человек, из них 214 (98,2 %) — эстонцы.
По данным переписи населения 2021 года, число жителей деревни составило 230 человек, из них 224 (97,4 %) — эстонцы.
Численность населения деревни Киви-Вигала по данным переписей населения:
| Год  | 1959 | 1970  | 1979  | 1989  | 2000  | 2011  | 2021  |
| ---- | ---- | ----- | ----- | ----- | ----- | ----- | ----- |
| Чел. | 191  | ↗ 208 | ↗ 337 | ↗ 490 | ↘ 297 | ↘ 214 | ↗ 230 |

## История мызы и деревни
На месте мызы Киви-Вигала со второй половины XIII века стоял феодальный замок Икскюлей Фи́ккель (нем. Fickel). В 1420 году мыза уже существовала, так как в этот период упоминается водяная мельница рядом с замком. Замок и мыза Фиккель стали главной резиденцией рода Икскюлей в Эзель-Викском епископстве. Расцвет мызы пришёлся на XVI—XVII века. В 1568 году в собственности мызы насчитывалось 80 сох земли (26,67 га).
С трёх сторон замок был окружён естественными водоёмами, а с одной стороны был выкопан ров, через который вёл подъёмный мост. Недалеко от замка была создана система плотин, с помощью которых можно было поднять уровень воды во рву и реках. Размеры самого замка составляли 24 × 21 м, а размеры окружающих стен — 68 × 33,5 м. Несмотря на то что размеры были невелики, толщина стен достигала 4 метров.
Замок был серьёзно повреждён в ходе Ливонской войны ещё в 1560 году, но быстро восстановлен и модернизирован. В 1576 году замок был захвачен русскими войсками, и они оставались в нём до 1581 года. Когда русские вынуждены были покинуть Фиккель, они разрушили его и сожгли при отступлении. Крепость была упомянута 18 мая 1595 года в Тявзинском мирном договоре, по которому русские, среди прочего, отказывались от всех прав на некоторые замки и волости в Ливонии. После этого замок более не восстанавливался, а его развалины стали источником известняка для домостроительства в Фиккеле. До настоящего времени сохранились лишь подземные подвалы, участок старого рва и части стен замка.
До XVIII века мызу называли Фиккель, затем распространилось название Гросс-Фиккель (нем. Groß Fickel) и позднее — Штейн-Фиккель или Каменный Фиккель (нем. Stein Fickel), в память о разрушенных каменных укреплениях.
В том же веке главная резиденция Икскюлей была перенесена из Штейн-Фиккеля в Альт-Фиккель (бывший Зикенкос), после чего Штейн-Фиккель стал церковной мызой. После 1774 года мызе принадлежало уже 35,75 сохи земли (11,92 га), в дальнейшем её владения также сокращались. Старый деревянный особняк мызы погиб в результате пожара в 1786 году. Позже в центре мызы был построен новый скромный одноэтажный бревенчатый дом пастора, впоследствии восстановленный (последняя реконструкция была проведена в конце 1990 года).
В XIX веке мыза Штейн-Фиккель была побочной мызой мызы Альт-Фиккель.
Деревня Штейн-Фиккель стала образовываться вокруг церкви на рубежей XIX и XX столетий.
В 1970-х годах Киви-Вигала имела статус посёлка, с 1977 года стала деревней.
В настоящее время в бывшем господском особняке мызы на левом берегу реки Энге размещаются волостной дом по уходу и Центр здоровья семьи.
В 1977—1996 годах в состав деревни Киви-Вигала входила деревня Наравере.

## Инфраструктура
В деревне работают детский сад, начальная школа, Народный дом и библиотека. Действует приход Святой Марии Эстонской евангелическо-лютеранской церкви.

## Галерея

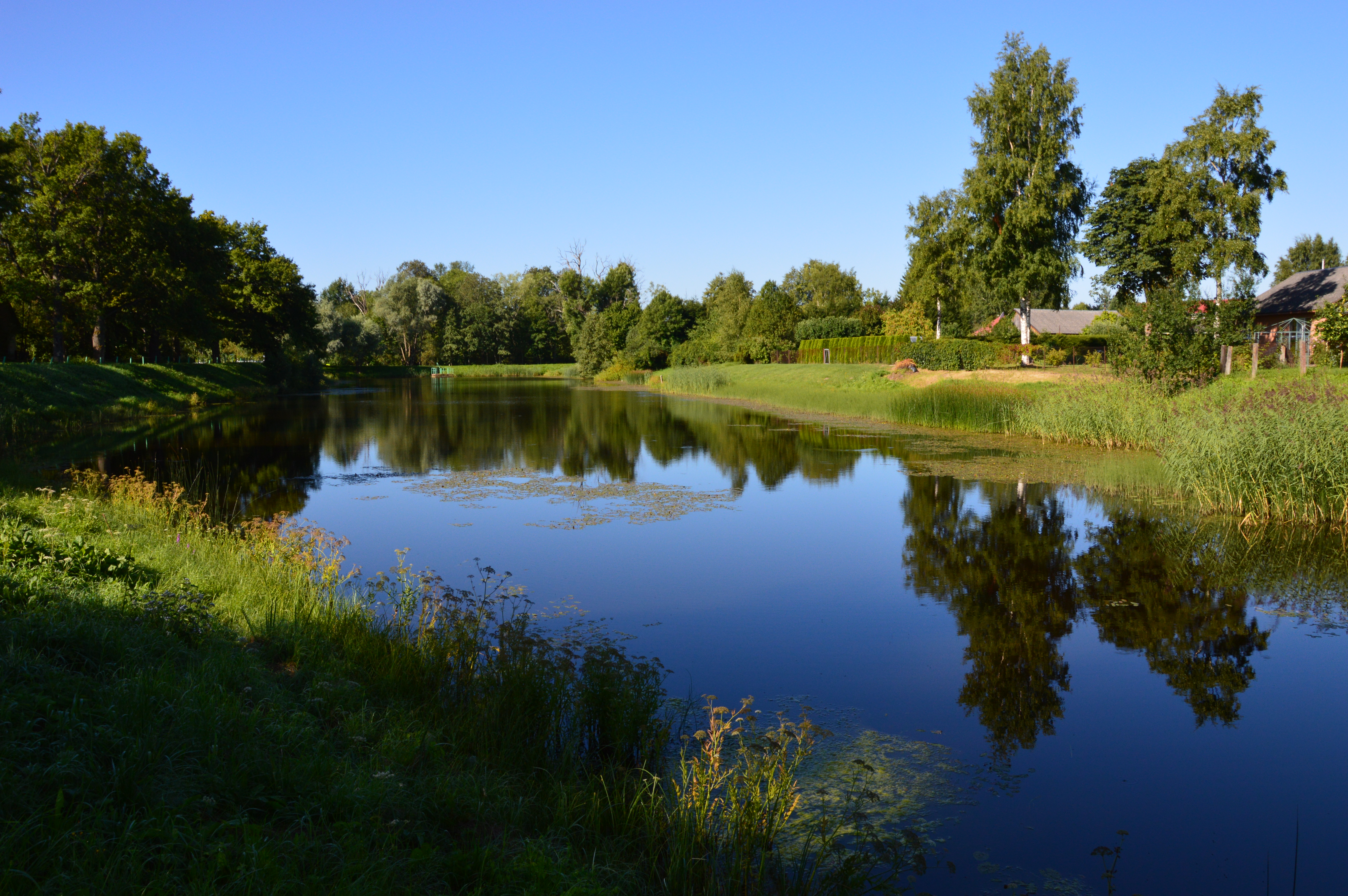
Заливное озеро Киви-Вигала
Церковь Святой Марии
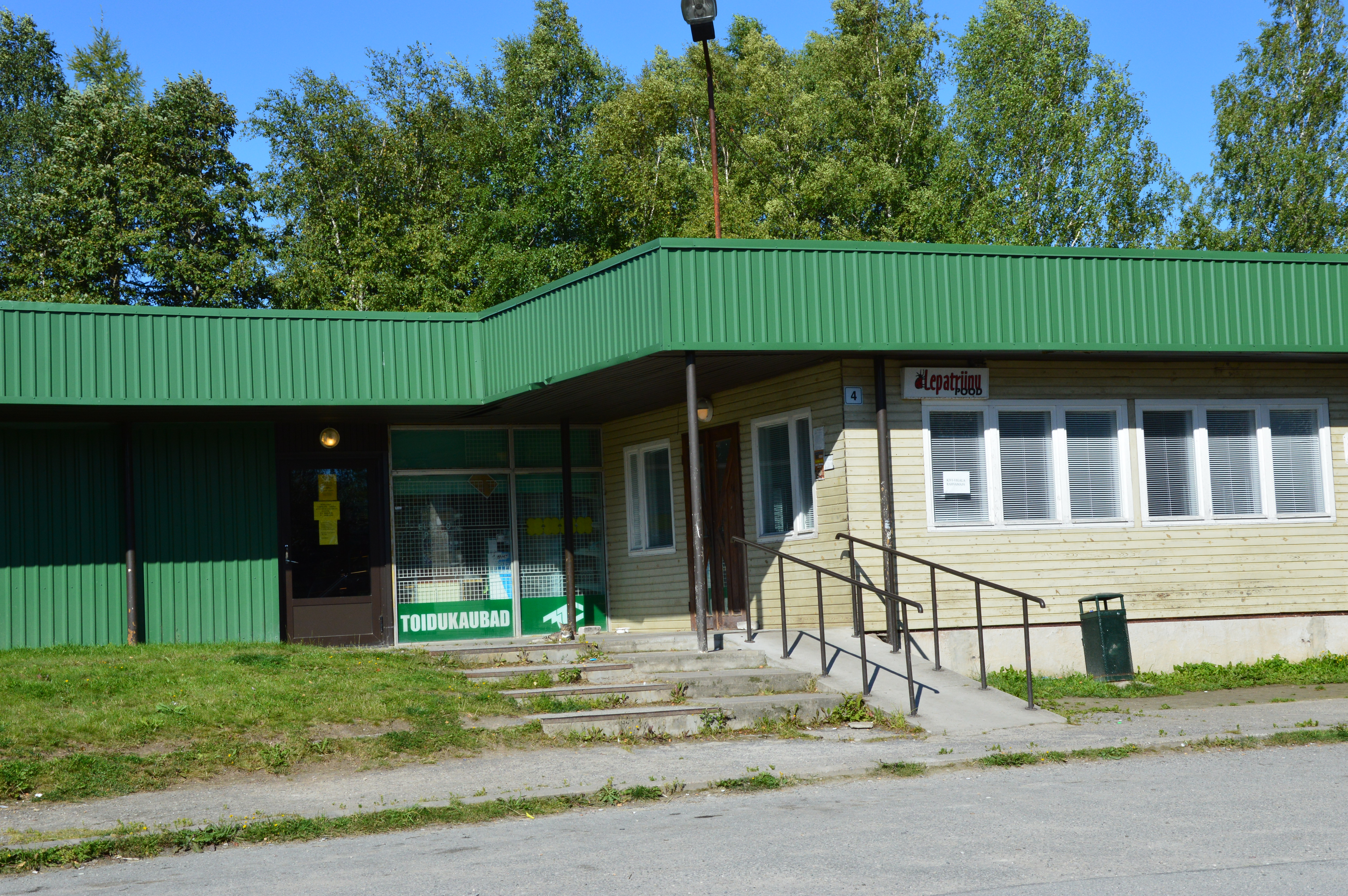
Продуктовый магазин в Киви-Вигала
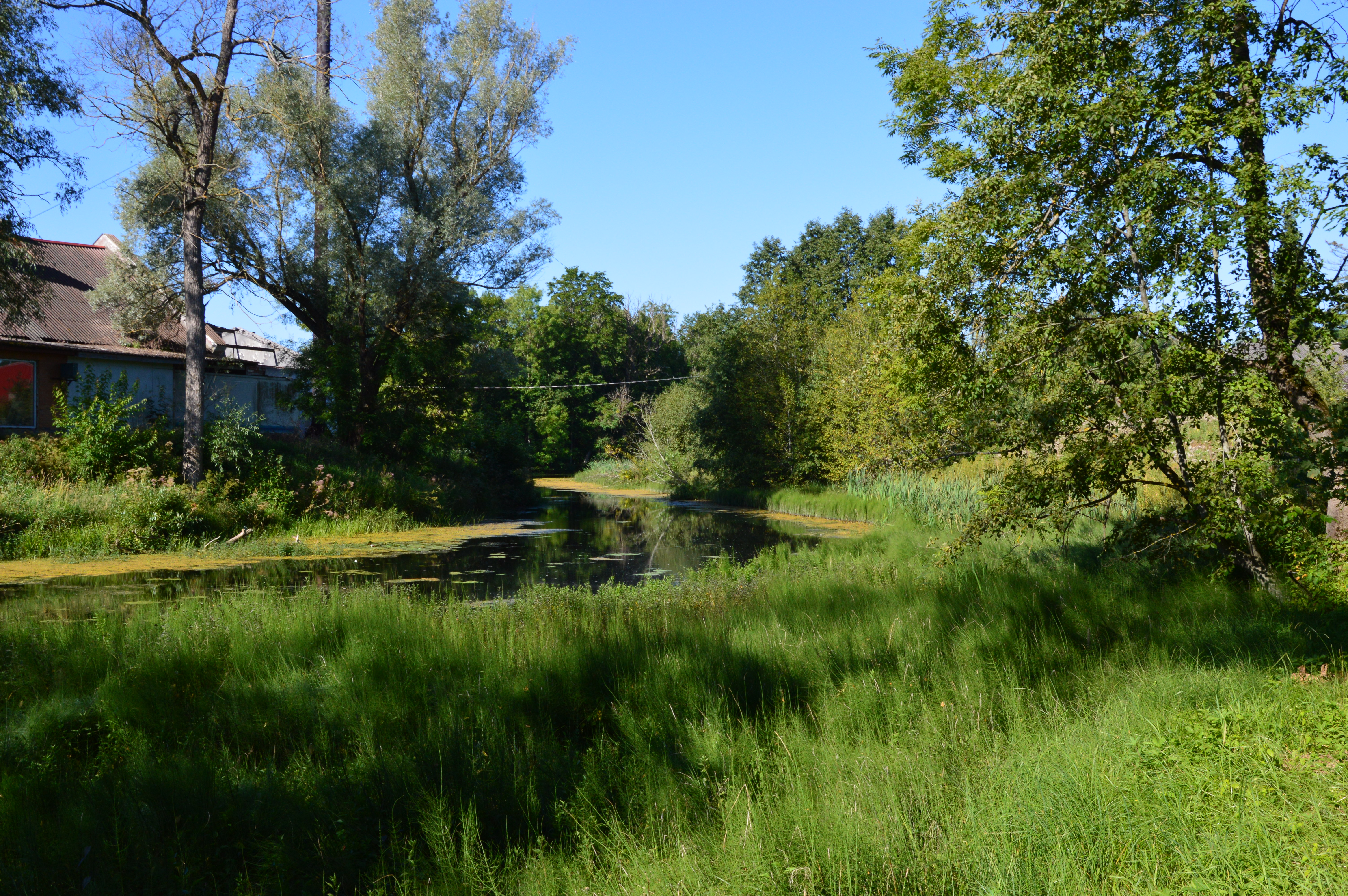
Река Энге в Киви-Вигала

### Комментарии
1. ↑  Эстонские топонимы, оканчивающиеся на -а, не склоняются (исключение — Нарва)